# Daniel Wilson (homme politique)
Pour les articles homonymes, voir Daniel Wilson et Wilson.
Daniel Wilson, né le 6 mars 1840 à Paris 2e et mort le 13 février 1919 à Loches, est un homme politique français.
Il est resté célèbre pour son implication dans le scandale des décorations qui entraîne la démission de son beau-père, le président de la République française Jules Grévy.

## Biographie

### Famille
Issu d'une famille très fortunée, Daniel Wilson est le fils de Daniel Wilson (mort en 1849), un ingénieur britannique qui fit fortune dans les forges du Creusot et l'éclairage au gaz de Paris, et d'Antoinette-Henriette Casenave (morte en 1843), d'une famille de magistrats et de parlementaires. Il est le petit-fils d'Antoine Casenave et le frère de Marguerite Wilson.

### Enfance
Ayant perdu tôt ses parents, Daniel Wilson est placé jusqu'en 1861 sous la tutelle de son oncle Antoine Mathieu Casenave, vice-président du Tribunal de première instance de la Seine.
En septembre 1861, à la suite du partage de l'important héritage parental avec sa sœur Marguerite Pelouze, il reçoit 3 millions de francs, un hôtel particulier à Paris aux 26-28 rue de Varenne, le domaine de Bellevue de 121 hectares à Ruffec et le vaste château d'Écoublay (312 hectares), qu'il revend en 1879.

### Carrière politique
En mai 1869, sous l'étiquette du parti radical, Daniel Wilson est élu député de la troisième circonscription d'Indre-et-Loire au second tour, par 19 020 voix sur 26 681 votants et 33 801 inscrits, contre 7 478 à M. Duval, candidat officiel. Pour la campagne, il a utilisé un journal qu'il a fondé, L'Union libérale, et reçu le ban et l'arrière-ban de l'opposition républicaine au château de Chenonceau, que sa sœur a acquis en mai 1864.
À l'Assemblée, il siège à gauche avec les partisans de Léon Gambetta avant d'intégrer la Gauche constitutionnelle d'Ernest Picard. Il est réélu en 1871. Député d’Indre-et-Loire, circonscription de Loches, en 1876, il est réélu en 1877 et demeure député jusqu'en 1889. Lors de la crise du 16 mai 1877, il est l'un des 363 députésopposants au ministère de Broglie. Il achète une filature et le château des Montains à Loches mais aussi un four à chaux à Villeloin-Coulangé.
Passant pour un protégé de Léon Say, il est nommé sous-secrétaire d'État aux Finances en 1879.

### Mariage
Le 22 octobre 1881, Daniel Wilson épouse, dans la chapelle du palais de l'Élysée, Alice Grévy, fille de Jules Grévy, président de la République de 1879 à 1887. Il a pour témoins Jules Ferry, président du Conseil, et Pierre Magnin, ministre des Finances.
Le couple a trois filles :
- Marguerite-Coralie-Julie-Henriette-Marie (vicomtesse Gérard de Kergariou), sans postérité ;
- Jeanne-Alice-Marie (baronne Laurent Cerise) ;
- Suzanne-Hélène (célibataire), sans postérité.

À Paris, il s'installe dans un vaste hôtel particulier au 2 avenue d’Iéna, à l'angle de l'avenue Albert-de-Mun.

### Scandale

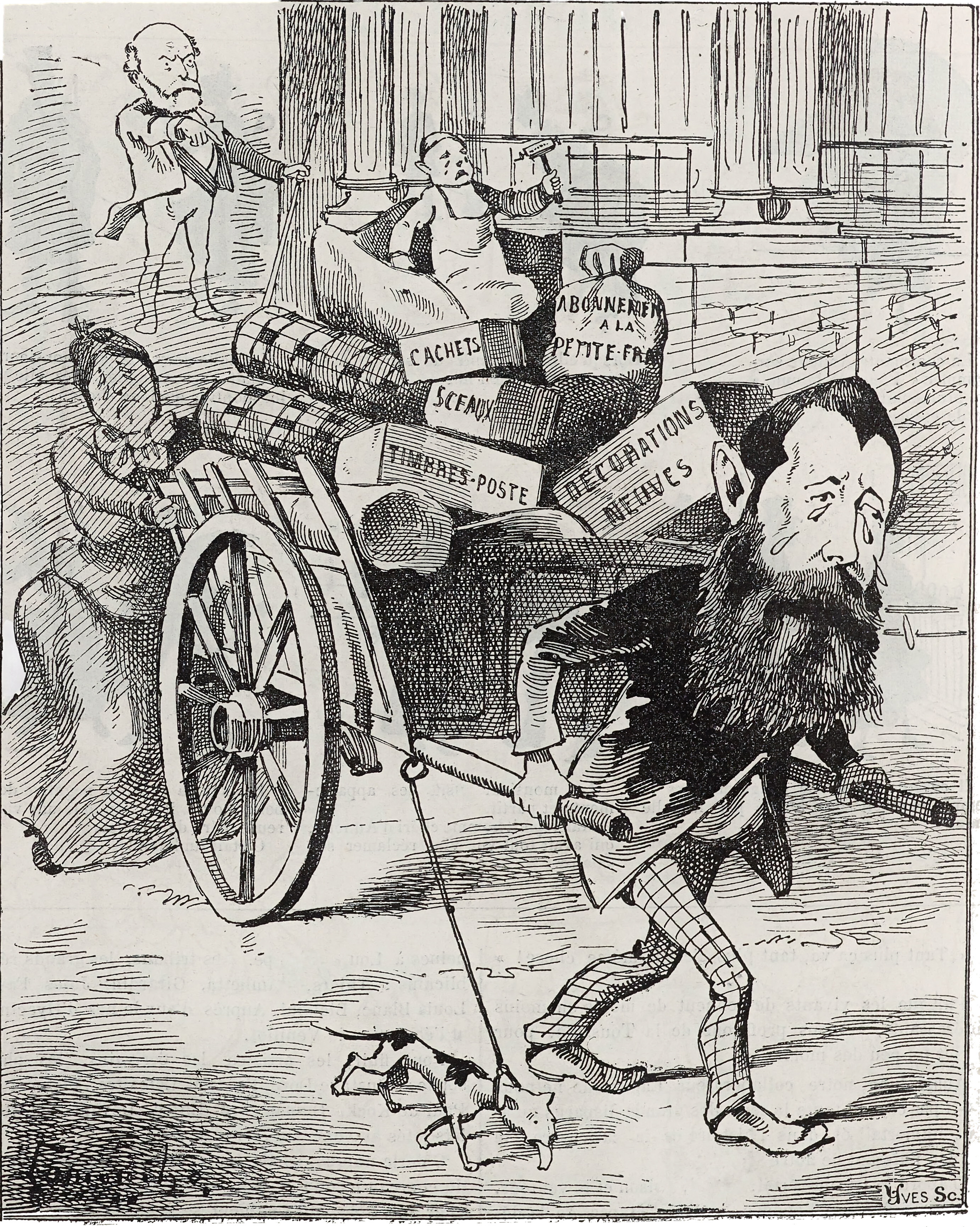
Wilson chassé de l’Élysée par Jules Grévy.

Daniel Wilson se révèle un trafiquant de haut vol. Depuis un bureau du palais de l'Élysée, il vend des décorations et médailles au prix fort et monnaye aussi son intervention pour obtenir des marchés publics ou la grâce présidentielle. Avec l'argent ainsi recueilli, il finance des journaux de province.
Après une violente campagne de presse, la Chambre des députés autorise, le 17 novembre 1887, l’ouverture d’une action judiciaire contre lui. Le scandale entraîne la démission de son beau-père en décembre 1887. Condamné à deux ans de prison le 23 février 1888, Daniel Wilson fait appel et est acquitté.
Réélu député en 1893 et 1898, il ne se représente pas en 1902. Décédé 17 ans plus tard, il est inhumé au cimetière de Mont-sous-Vaudrey dans le caveau familial de son beau-père Jules Grévy, aux côtés de son épouse.

## Résultats électoraux

### Élections législatives
| Année | Parti              | Circonscription                            | 1er tour | 1er tour | 2d tour | 2d tour | Issue |
| Année | Parti              | Circonscription                            | %        | Rang     | %       | Rang    | Issue |
| ----- | ------------------ | ------------------------------------------ | -------- | -------- | ------- | ------- | ----- |
| 1869  | Indépendant        | Troisième circonscription d'Indre-et-Loire | 43,57    | 1er      | 71,97   | 1er     | Élu   |
| 1871  | Indépendant        | Indre-et-Loire                             |          | 6e       |         |         | Élu   |
| 1876  | Républicain        | Circonscription de Loches                  | 52,96    | 1er      | Élu     |         |       |
| 1877  | Républicain        | Circonscription de Loches                  | 51,63    | 1er      | Élu     |         |       |
| 1881  | Républicain        | Circonscription de Loches                  | 100,00   | 1er      | Élu     |         |       |
| 1885  | Liste républicaine | Indre-et-Loire                             | 52,07    | 3        | Élu     |         |       |
| 1893  | Républicain        | Circonscription de Loches                  | 55,93    | 1er      | Élu     |         |       |
| 1898  | Républicain        | Circonscription de Loches                  | 44,85    | 2        | 50,80   | 1er     | Élu   |

### Élections cantonales
| Année | Parti       | Canton              | 1er tour | 1er tour | 2d tour | 2d tour | Issue |
| Année | Parti       | Canton              | %        | Rang     | %       | Rang    | Issue |
| ----- | ----------- | ------------------- | -------- | -------- | ------- | ------- | ----- |
| 1871  | Républicain | Canton de Bléré     | 18,08    | 4e       | 27,94   | 3e      | Battu |
| 1872  | Républicain | Canton de Loches    | 67,18    | 1er      |         |         | Élu   |
| 1877  | Républicain | Canton de Loches    | 85,08    | 1er      | Élu     |         |       |
| 1892  | Républicain | Canton de Montrésor | 49,31    | 1er      | 51,34   | 1er     | Élu   |

## Liens